# Trifur godfroyi
Trifur godfroyi is een eenoogkreeftjessoort uit de familie van de Pennellidae. De wetenschappelijke naam van de soort is voor het eerst geldig gepubliceerd in 1913 door Quidor.